# Кортана (голосовой помощник)
Cortana (рус. Кортана) — виртуальная голосовая помощница с элементами искусственного интеллекта от Microsoft для Windows Phone 8.1, Microsoft Band, Windows 10, Windows 11 и Xbox One. 

Cortana

Впервые была продемонстрирована во время конференции Build в Сан-Франциско 2 апреля 2014 года. Кортана была названа в честь героини серии компьютерных игр Halo — голос помощницы в версии для американского рынка принадлежит Джен Тейлор, которая также озвучивала Кортану в оригинальной игре.

## Особенности
Персональная помощница Кортана призвана предугадывать потребности пользователя. При желании ей можно дать доступ к личным данным, таким как электронная почта, адресная книга, история поисков в сети и т. п. — все эти данные она будет использовать для упреждения нужд пользователя. Кортана заменит стандартную поисковую систему и будет вызываться нажатием кнопки «Поиск». Нужный запрос можно как напечатать вручную, так и задать голосом. Необходимую информацию она будет находить, опираясь на результаты поиска в системе Bing, Foursquare и среди личных файлов пользователя. Также виртуальный ассистент не лишена чувства юмора: она может поддерживать беседу, петь и рассказывать анекдоты. Она заранее напомнит о запланированной встрече, дне рождения друга и других важных событиях. Интерфейс имеет гибкие настройки конфиденциальности, позволяющие пользователю самому определять, какого рода информацию предоставлять виртуальному ассистенту. По словам разработчиков, таким уровнем контроля не может похвастаться ни Siri, ни Google Now. При этом имеется специфика у российских голосовых помощников, как Маруся, Алиса (и роботов для телефонов, как Маша и иные).
Кортана использует браузер Edge и поисковую систему Bing и не поддерживает другие браузеры. Она интегрируется с некоторыми приложениями из Windows Store.
У Кортаны имеется возрастное ограничение — пользоваться услугами помощницы не смогут пользователи, в чьих Microsoft-аккаунтах указан возраст ниже 13 лет. При попытке активировать ассистента и задать ей какой-нибудь вопрос владелец услышит: «Сожалею, вы должны быть немного старше, прежде чем я смогу помочь вам».
31 марта 2021 компания подтвердила, что официально прекратила поддержку Cortana на мобильных устройствах на Android и iOS.

## Cortana в Windows 10
Голосовая помощница Cortana была интегрирована в Windows 10, но не была доступна на русском. Она не выступала в роли отдельного приложения, а была интегрирована в поиск Windows 10. Таким образом, активация Cortana происходит при обращении к поиску. Что касается функциональности, то он аналогичен Windows Phone 8.1. Пользователь может искать информацию как при помощи клавиатуры и мыши, так и при помощи голоса. После распознавания команды помощница начнёт поиск информации в сети или в данных пользователя. 
Cortana присутствует (но не поддерживается) в Windows 10 Корпоративная LTSB.

## Проблемы Cortana
Кортана незаконно собирает на компьютерах пользователей и отправляет в Microsoft контактные данные, сведения о звонках и текстовых сообщениях, историю посещений сайтов. 
Также Кортана для своей работы требует разрешить в операционной системе сбор и отправку статистики о всей вводимой в компьютер информации (через распознавание голоса, рукописного ввода и с помощью клавиатур).

## Поддерживаемые языки
Кортана была доступна на английском, немецком, французском, итальянском, испанском, португальском, японском и китайском языках до прекращения официальной поддержки.
| Язык                 | Регион         | Статус            |
| -------------------- | -------------- | ----------------- |
| Английский           | США            | Не поддерживается |
| Английский           | Великобритания | Не поддерживается |
| Английский           | Канада         | Не поддерживается |
| Английский           | Австралия      | Не поддерживается |
| Английский           | Индия          | Не поддерживается |
| Немецкий             | Германия       | Не поддерживается |
| Итальянский          | Италия         | Не поддерживается |
| Испанский            | Испания        | Не поддерживается |
| Испанский            | Мексика        | Не поддерживается |
| Французский          | Франция        | Не поддерживается |
| Французский          | Канада         | Не поддерживается |
| Китайский (Путунхуа) | Китай          | Не поддерживается |
| Португальский        | Бразилия       | Не поддерживается |
| Японский             | Япония         | Не поддерживается |